# 오제키 유토
오제키 유토(일본어: 大関 友翔, 2005년 2월 6일 ~ )는 일본의 축구 선수로, 포지션은 수비형 미드필더, 공격형 미드필더이다. 현재 가와사키 프론탈레 소속이다.

## 구단 경력
그는 2023년 J1리그의 가와사키 프론탈레에 입단했다. 2024년 J3리그의 후쿠시마 유나이티드 FC로 임대 이적했다. 2024년 리그 32경게 출전하여 8득점을 기록했다. 2025년 가와사키 프론탈레로 복귀했다. 2025년에 AFC 챔피언스리그 엘리트 준우승.

## 국가대표팀 경력
그는 2025년 EAFF E-1 풋볼 챔피언십에 참가할 일본 국가대표팀에 발탁되었으며, 7월 8일 홍콩와의 경기에서 데뷔했다. 대회 우승에 기여했다.